# 阿爾特蘭施泰特
阿爾特蘭施泰特（德語：Altranstädt）是德國薩克森州的一個村莊和前市镇，現在是莱比锡县马克兰施泰特的一部分。該鎮具有一定的歷史意義，並以那裡締結的兩項條約而聞名，即阿爾特蘭施泰特條約 (1706年)和阿爾特蘭施泰特條約 (1707年)。
1706年的條約是波蘭國王兼薩克森選帝侯奧古斯都二世被迫於1706年9月24日與瑞典的卡爾十二世簽署的和平條約。前者放棄了波蘭的王位，轉而支持斯坦尼斯瓦夫·萊什琴斯基，在簽訂此條約後，卡爾就把目光移向了俄國，他也正是在這裡開啟了他的征俄之路。在卡爾十二在波爾塔瓦會戰慘遭失敗（1709年7月8日）後，奧古斯都宣布該條約無效。另一項條約於1707年8月31日簽署。約瑟夫一世皇帝向卡爾十二保證對西里西亞新教徒的宗教寬容和政策自由。
第一代馬爾博羅公爵約翰·丘吉爾代表反對法國的聯盟在阿爾特蘭施泰特拜訪了卡爾十二。在1707-08年間，他說服卡爾不要支持法國，而是離開德意志地區且永遠不要回來。